# Armoriale dei comuni della provincia di Savona

Stemma della Provincia di Savona

Questa pagina contiene le armi (stemmi e blasonature) dei comuni della provincia di Savona.
| Stemma | Comune e blasonatura | Gonfalone e/o bandiera |
| ------ | --- | ---------------------- |
|        | Alassio Stemma «Su sfondo azzurro, una torre colorata di rosso, murata di nero, merlata di cinque alla guelfa, con una donna posta nella parte superiore, nascente dalla torre stessa, vestita di ermellino con il colletto rosso e che impugna con la mano destra uno scettro gigliato, d'oro, posto in banda. Ornamenti esteriori da Comune.» Gonfalone «Drappo partito di azzurro e di rosso…» Bandiera «Drappo partito di azzurro e di rosso…» Lo stemma e il gonfalone sono stati concessi con decreto del presidente della Repubblica del 15 luglio 1983. |                        |
|        | Albenga Stemma «D'oro, alla croce di rosso» Gonfalone «Drappo d'oro caricato della croce rossa...» Bandiera «Drappo di giallo alla croce di rosso…» Lo stemma è stato riconosciuto con decreto del Capo del governo del 22 giugno 1933. La bandiera è stata concessa con decreto del presidente della Repubblica del 24 febbraio 1979. |                        |
|        | Albisola Superiore Stemma «D'azzurro, all'agnello pasquale d'argento coricato su campagna di verde, sormontato da una stella pure d'argento. Sotto lo scudo, su lista bifida d'azzurro, il motto in lettere maiuscole d'oro: Alba Docilia. Ornamenti esteriori da Città.» Gonfalone «Drappo troncato di bianco e di azzurro...» Bandiera «Drappo troncato di bianco e di azzurro caricato dello stemma comunale centrato.» Lo stemma e il gonfalone sono stati concessi con decreto del presidente della Repubblica del 15 febbraio 1967 |                        |
|        | Albissola Marina Stemma «D'azzurro, all'Agnello seduto su campagna erbosa verde, accompagnato in capo da una stella d'oro.» Gonfalone «Drappo partito di giallo e di azzurro…» Bandiera «Drappo troncato di giallo e di azzurro…» Lo stemma è stato concesso con regio decreto del 12 febbraio 1930; il gonfalone è stato concesso con decreto del presidente della Repubblica dell'11 agosto 1975. |                        |
|        | Altare Stemma «Lo sfondo dello stemma comunale è azzurro, con una fascia d'argento, su cui è raffigurato il rudere di un castello, fondato sulla campagna di verde, sormontato da una corona all'antica e accompagnato alla base da una fiamma. Il fuoco richiama la nobile arte del vetro, introdotta, secondo la tradizione, dai monaci benedettini dell'isola di Bergeggi, nei pressi di Savona, e ritenuta il fulcro dell'economia del comune; la fascia d'argento simboleggia il progettato canale napoleonico.» Gonfalone «Drappo partito di azzurro e di bianco…» Bandiera «Drappo partito di azzurro e di bianco…» Lo stemma e il gonfalone sono stati concessi con decreto del presidente della Repubblica del 18 gennaio 1958. |                        |
|        | Andora Stemma «D'azzurro; al capo di Genova; alla banda d'oro sul tutto. Ornamenti esteriori da Comune.» Gonfalone «Drappo di azzurro…» Bandiera «Drappo di azzurro caricato al centro dello stemma comunale privo di ornamenti...» Lo stemma e il gonfalone sono stati concessi con decreto del presidente della Repubblica del 3 novembre 1987. |                        |
|        | Arnasco Stemma «Nello stemma è rappresentato un forte, accompagnato da un ramoscello fruttato d'ulivo, simbolo della produzione olearia, una tra le principali risorse economiche del paese.» Gonfalone «Drappo di bianco bordato di azzurro…» Il gonfalone è stato concesso con decreto del presidente della Repubblica del 5 settembre 1995. |                        |
|        | Balestrino Stemma «Troncato: nel primo di argento, al leone di nero, munito di balestra di azzurro, di cui afferra con la zampa anteriore sinistra l'arco e con la zampa anteriore destra il fusto; nel secondo di rosso, al castello isolato, d'oro, murato e chiuso di nero, esso castello formato da due torri, finestrate di nero, merlate alla guelfa di tre, riunite dalla cortina di muro, priva di merli. Ornamenti esteriori da Comune.» Gonfalone «Drappo troncato di rosso e di bianco…» Bandiera «Drappo troncato di rosso e di bianco…» Lo stemma e il gonfalone sono stati concessi con decreto del presidente della Repubblica del 4 aprile 1990. |                        |
|        | Bardineto Stemma «Di verde, al castello torricellato di due pezzi, merlati alla guelfa, fondato su un monte, il tutto al naturale; il castello sormontato dalla scritta: In campis vita in argento. Ornamenti esteriori da Comune.» Gonfalone «Drappo di azzurro…» Lo stemma e il gonfalone sono stati concessi con decreto del presidente della Repubblica del 6 luglio 1949. |                        |
|        | Bergeggi Stemma «Troncato: nel PRIMO d'oro alla torre di rosso, mattonata di nero e aperta del campo, merlata di cinque alla guelfa e fondata sulla troncatura; nel SECONDO fasciato ondato di azzurro e d'oro. Ornamenti esteriori da Comune.» Gonfalone «Drappo partito di bianco e di rosso…» |                        |
|        | Boissano Stemma «D'oro, all'albero d'ulivo di rosso, sradicato ed accollato da una vite pampinosa e fruttata d’argento di due; nel canton destro una cornucopia d'azzurro, colma di frutti al naturale. Ornamenti esteriori da Comune.» Gonfalone «Drappo di rosso…» Lo stemma e il gonfalone sono stati concessi con decreto del presidente della Repubblica n. 1833 del 1º giugno 1977. |                        |
|        | Borghetto Santo Spirito Stemma «D'oro, alla croce di rosso; al capo d'azzurro, caricato dell'effigie dello Spirito Santo, in forma di colomba d'argento, in maestà, con le ali aperte, ampiamente raggiata d'oro. Sotto lo scudo su lista bifida e svolazzante d'oro, il motto, in lettere maiuscole di rosso Universitas Burgeti 1294. Ornamenti esteriori da Comune.» Gonfalone «Drappo partito di bianco e di rosso, riccamente ornato di ricami d'argento e caricato dello stemma con la iscrizione centrata in argento, recante la denominazione del Comune.» Bandiera «Rettangolare, suddivisa in due parti, una bianca ed una rossa, reca al centro lo stemma crociato con la colomba sormontata dalla corona di comune.» Lo stemma e il gonfalone sono stati concessi con decreto del presidente della Repubblica dell'8 settembre 2000. |                        |
|        | Borgio Verezzi Stemma «Trinciato: il primo verde, alla torre quadrata, aperta e finestrata del campo, merlata di tre alla guelfa e fondata su una rupe al naturale; il secondo di azzurro, alla torre sopra descritta, fondata su uno scoglio di verde, uscente dal mare ondato d'argento; il tutto abbassato dal capo di Genova, che è d'argento, alla croce di rosso. Ornamenti esteriori da Comune.» Gonfalone «Drappo troncato di rosso e di azzurro…» Lo stemma e il gonfalone sono stati concessi con decreto del presidente della Repubblica nº 1805 del 18 maggio 1977. |                        |
|        | Bormida Stemma «Semipartito troncato: il primo, di verde, alla sbarra diminuita e ondata, di azzurro, fluttuosa di argento; il secondo, d'oro, alle cinque bande, di rosso; il terzo, di azzurro, alle tre montagne di verde, fondate in punta, la montagna centrale più alta e più larga, con i declivi visibili, le montagne laterali con i declivi in banda e in sbarra parzialmente celati dalla montagna centrale. Ornamenti esteriori da Comune.» Gonfalone «Drappo partito di giallo e di verde.» Lo stemma e il gonfalone sono stati concessi con decreto del presidente della Repubblica del 20 ottobre 2003. |                        |
|        | Cairo Montenotte Stemma «D'azzurro, alla fascia a scacchi in oro e neri, sormontata da tre torri d'oro, fondate sulla stessa, chiuse e finestrate di nero, merlate alla guelfa. Sotto alla fascia, una quarta torre, uguale alle precedenti. Ornamenti esteriori da città.» Gonfalone «Drappo partito di azzurro e di giallo…» Bandiera «Drappo partito di azzurro e di giallo…» Lo stemma e il gonfalone sono stati concessi con decreto del presidente della Repubblica del 1º settembre 1971. |                        |
|        | Calice Ligure Stemma «Spaccato: nel 1° di rosso, al calice d'argento; nel 2° d'azzurro, al leone d'oro, posto su pianura erbosa di verde. Ornamenti esteriori da Comune.» Gonfalone «Drappo troncato di azzurro e di rosso…» Lo stemma è stato concesso con regio decreto del 9 giugno 1930. |                        |
|        | Calizzano Stemma «Aquila bicipite sormontata da una corona marchionale in campo d'oro della parte superiore, nella parte inferiore dello scudo dieci bande trasversali poste diagonalmente e alternate negli smalti porpora e oro.» Gonfalone «Drappo tagliato di rosso e di giallo…» |                        |
|        | Carcare Stemma «D'azzurro, abbassato da un capo d'argento, alla croce di rosso, caricato da un muro d'argento ricurvo, murato di nero, merlato di 5 alla guelfa e aperto di 2 del campo. Ornamenti esteriori da Comune.» Gonfalone «Drappo troncato d'azzurro e di bianco, riccamente ornato di ricami d'argento e caricato dello stemma comunale con la iscrizione centrata in argento: Comune di Carcare.» Lo stemma e il gonfalone sono stati concessi con decreto del presidente della Repubblica del 15 dicembre 1981. |                        |
|        | Casanova Lerrone Stemma «Trinciato dalla banda diminuita d'azzurro: nel 1º d'oro; nel 2º d'argento; al castello di rosso, merlato alla guelfa, attraversante sul tutto.» Gonfalone «Drappo interzato in banda di giallo, di azzurro e di bianco....» Bandiera «Drappo trinciato di giallo e di bianco alla banda di azzurro attraversante...» Lo stemma e il gonfalone sono stati concessi con decreto del presidente della Repubblica del 5 giugno 1951. |                        |
|        | Castelbianco Stemma «... in cui sono rappresentati, in alto, i simboli della Repubblica di Genova e quello dei marchesi Del Carretto, storici occupanti del Comune ed in basso un castello stilizzato.» Gonfalone «Drappo di giallo...» Lo stemma e il gonfalone sono stati concessi con decreto del presidente della Repubblica del 17 maggio 2002. |                        |
|        | Castelvecchio di Rocca Barbena Stemma «Semipartito troncato: il primo, di rosso, alle lettere maiuscole C R B, ordinate in fascia, d'oro; il secondo, di azzurro, alla montagna di verde, rocciosa di argento, fondata sulla linea di partizione e uscente dai fianchi; il terzo, d'oro, alle cinque bande di rosso. Ornamenti esteriori da Comune.» Gonfalone «Drappo di giallo, riccamente ornato di ricami d'argento caricato dallo stemma sopra descritto con la iscrizione centrata in argento, recante la denominazione del Comune. Le parti di metallo ed i cordoni saranno argentati. L'asta verticale sarà ricoperta di velluto giallo, con bullette argentate poste a spirale. Nella freccia sarà rappresentato lo stemma del Comune e sul gambo inciso il nome. Cravatta con nastri tricolorati dai colori nazionali frangiati d'argento.» Lo stemma e il gonfalone sono stati concessi con decreto del presidente della Repubblica del 21 settembre 2004. |                        |
|        | Celle Ligure Stemma «Interzato in palo, al primo inquartato in decusse, di oro e di rosso; al secondo di rosso a tre aquilotti, d'argento; al terzo troncato d'oro e d'argento, all'aquila, di nero, coronata d'oro.» Gonfalone «Drappo di azzurro...» Bandiera «Drappo di azzurro caricato al centro dallo stemma comunale...» Lo stemma è stato concesso con regio decreto del 28 aprile 1910. |                        |
|        | Cengio Stemma «Troncato in scaglione: nel primo, d'azzurro a tre stelle di cinque raggi, d'argento, male ordinate; nel secondo, d'argento a tre torri di rosso, murate di nero, la centrale aperta del campo, rastremata in alto, merlata di tre alla guelfa, le laterali prive di porta, rovinate in sbarra e in banda, tutte fondate sulla pianura di verde; il filetto d'oro sulla troncatura. Ornamenti esteriori da Comune.» Gonfalone «Drappo troncato di bianco e d'azzurro…» Bandiera «Drappo troncato di bianco e d'azzurro…» Lo stemma e il gonfalone sono stati concessi con decreto del presidente della Repubblica del 23 gennaio 1986. |                        |
|        | Ceriale Stemma «Interzato in fascia: il PRIMO campo di cielo, al busto di centurione romano posto in profilo, nascente dalla partizione; il SECONDO d'azzurro; il TERZO di verde, al covone di grano al naturale, legato d'azzurro, attraversante sul secondo e terzo punto. Bordura d'oro.» Gonfalone «Drappo partito di verde e di azzurro…» Bandiera «Drappo partito di verde e di azzurro…» Lo stemma e il gonfalone sono stati concessi con decreto del presidente della Repubblica del 1º agosto 1959. |                        |
|        | Cisano sul Neva Stemma «Nello stemma, tagliato d'argento e d'azzurro, sono raffigurate quattro torri quadrate di rosso, a rappresentare le quattro torri medievali poste in funzione difensiva agli angoli dell'abitato.» Gonfalone «Drappo di bianco…» |                        |
|        | Cosseria Stemma «Lo stemma si presenta interzato incappato alzato: d'azzurro, al torrione d'argento, diruto e privo di porta, fondato sulla collina di verde; la cappa destra, troncata d'azzurro e d'oro (antichi colori del comune); la cappa sinistra, d'oro a cinque bande di rosso (stemma della casata dei Del Carretto, signori di Cosseria). La torre rappresenta il castello di Cosseria, demolito nel XVII secolo, tra le cui rovine, il 13 e 14 aprile 1796 si svolse una sanguinosa battaglia fra le truppe di Napoleone Bonaparte e un manipolo di Granatieri di Sardegna e soldati croati agli ordini di Filippo del Carretto.» Gonfalone «Drappo partito di rosso e di giallo…» Lo stemma e il gonfalone sono stati approvati con decreto del presidente della Repubblica del 28 marzo 1989. |                        |
|        | Dego Stemma «Troncato semipartito: il primo, di azzurro, al castello di rosso, mattonato di nero, chiuso dello stesso, torricellato di un pezzo, la torre finestrata di nero, esso castello merlato alla guelfa, il fastigio di sette, la torre di quattro, fondato sulla linea di partizione; il secondo, d'oro, alle cinque bande di rosso; il terzo, scaccato d'oro e di verde, di sette tiri e di trentacinque pezzi. Sotto lo scudo, su lista bifida e svolazzante di azzurro, il motto, in lettere maiuscole di nero, Castrum Degi. Ornamenti esteriori da Comune.» Gonfalone «Drappo di giallo con la bordatura di azzurro.» Lo stemma e il gonfalone sono stati concessi con decreto del presidente della Repubblica del 9 gennaio 2006. |                        |
|        | Erli Stemma «D'oro, alla croce di rosso; al capo d'azzurro, caricato di dodici stelle (5) d'oro, poste in cerchio. Ornamenti esteriori da Comune.» Gonfalone «Drappo troncato di rosso e di azzurro…» Lo stemma e il gonfalone sono stati concessi con decreto del presidente della Repubblica del 15 giugno 1968. |                        |
|        | Finale Ligure Stemma «Dorato con cinque bande rosse inclinate dall'alto verso il basso e da sinistra verso destra. Lo scudo è fregiato con fronde di ulivo sulla destra e di quercia sulla sinistra sormontato da una corona turrita.» Gonfalone «Drappo oro e rosso frangiato d'oro con al centro lo stemma civico e la scritta centrata in oro Città di Finale Ligure.» Bandiera «Vessillo di colore giallo con cinque bande trasversali di colore rosso.» Lo stemma è stato concesso con il regio decreto del 7 luglio 1927. |                        |
|        | Garlenda Gonfalone «Drappo partito di rosso e di bianco…» |                        |
|        | Giustenice Stemma «D'azzurro, all'aquila rivoltata, con il volo spiegato, d'oro, allumata, rostrata, linguata, di rosso, afferrante con gli artigli, dello stesso, il giogo della bilancia di due coppe, sospese ognuna a tre catenelle, d'argento; essa bilancia accompagnata sotto il giogo e tra le coppe da due spade decussate, con le punte all'ingiù, quella in banda attraversante, d'argento, guarnite d'oro. Ornamenti esteriori da Comune.» Gonfalone «Drappo di giallo con la bordatura di rosso.» Lo stemma e il gonfalone del comune sono stati concessi con decreto del presidente della Repubblica del 10 febbraio 2015. |                        |
|        | Giusvalla Stemma «Troncato semipartito: nel PRIMO di verde, alla lettera maiuscola G, d'oro, attorniata negli angoli da quattro stelle d'oro di otto raggi; nel SECONDO d'oro, alle cinque bande di rosso; nel TERZO d'azzurro, ai nove rombi d'oro, raggruppati a tre a tre, appuntati. Ornamenti esteriori da Comune.» Gonfalone «Drappo partito di azzurro e di giallo…» Lo stemma e il gonfalone sono stati concessi con decreto del presidente della Repubblica del 19 gennaio 1999. |                        |
|        | Laigueglia Stemma «Di argento all'aquila di nero dal volo spiegato caricata in petto da uno scudetto d'argento alla croce di rosso, tenente tra gli artigli due tralci d'alloro, salienti verso l'alto e decussati in basso. Ornamenti esteriori del Comune.» Gonfalone «Drappo partito di bianco e di rosso ricorrente ornato di ricami d'argento e caricato dello stemma comunale con l'iscrizione centrata in argento: Comune di Laigueglia. Le parti di metallo ed i cordoni argentati, l'asta verticale ricoperta di velluto o dei colori bianco e rosso con bullette argentate poste a spirale, lo stemma del Comune rappresentato nella freccia ed il nome inciso sul gambo, cravatta e nastri tricolorati dei colori nazionali di argento.» Lo stemma e il gonfalone sono stati concessi con il decreto del presidente della Repubblica del 23 febbraio 1952. |                        |
|        | Loano Stemma «In campo azzurro, un castello con torri mattonate sostenenti aste con bandiere rosse e nere, con basamento su roccia marrone chiaro. I merli sono alla ghibellina e su quello centrale vi è un uovo d'argento. Il tutto incorniciato da un cartiglio mistilineo e sovrastato da una corona dorata.» Gonfalone «Drappo partito di rosso e di nero, con impresso lo stemma civico di Loano.» Bandiera «Vessillo rettangolare partito di rosso e di nero, con impresso al centro lo stemma civico della città di Loano.» |                        |
|        | Magliolo Stemma «D'oro, alle cinque bande di rosso, al quadrato d'argento, posto in cuore, attraversante, caricato dall'incudine di nero e dal martello posto in sbarra, sormontante l'incudine, con il ferro di nero posto a sinistra e con il manico di rosso. Ornamenti esteriori da Comune.» Gonfalone «Drappo di bianco…» Lo stemma e il gonfalone sono stati concessi con il decreto del presidente della Repubblica del 29 gennaio 2003. |                        |
|        | Mallare Stemma «Un albero di mele con pomi d'oro sul confluire di due torrenti.» Gonfalone «Drappo di azzurro...» Lo stemma e il gonfalone sono stati concessi con decreto del presidente della Repubblica del 18 agosto 1962. |                        |
|        | Massimino Stemma «D'azzurro, al castello d'argento, chiuso e murato di nero, finestrato di uno dello stesso sopra la porta, le due torri merlate ognuna di quattro alla guelfa, esso castello sormontato dallo scudetto d'oro, alle cinque bande di rosso, e circondato da dodici stelle di cinque raggi d'oro, poste in cerchio. Sotto lo scudo, su lista bifida e svolazzante di azzurro, il motto, in lettere maiuscole di nero, Maximinvs operosvs.» Gonfalone «Drappo di rosso riccamente ornato di ricami d'argento e caricato dello stemma comunale con la iscrizione centrata in argento, recante la denominazione del Comune. Le parti di metallo ed i cordoni saranno argentati. L'asta verticale sarà ricoperta di velluto rosso con bullette argentate poste a spirale. Nella freccia sarà rappresentato lo stemma del Comune e sul gambo inciso il nome. Cravatta con nastri tricolorati dai colori nazionali frangiati d'argento.» Lo stemma e il gonfalone sono stati concessi con decreto del presidente della Repubblica del 21 marzo 1997. |                        |
|        | Millesimo Stemma «Campo di cielo, al ponte d'oro di tre archi, visto in prospettiva da destra, un arco grande centrale, un arco medio e uno piccolo posti a sinistra, con il piano stradale inclinato in sbarra e in banda abbassate, i tre archi fondati su rocce di verde, fondate in punta, esso ponte uscente a destra della casa d'argento, coperta di rosso, uscente dal fianco dello scudo, chiusa e finestrata di nero, fondata sulla roccia di verde, a sinistra uscente dal fianco dello scudo, l'arco centrale sostenente la torretta d'oro, merlata alla ghibellina di quattro (tre merli visibili), aperta di nero per il transito, l'arco medio sostenente altra torretta più esigua, ugualmente merlata e aperta, per il transito, il ponte accompagnato in punta da due specchi d'acqua, d'azzurro, lo specchio grande delimitato dalla parte basamentale dell'arco spunta dalle rocce, dal lembo inferiore, lo specchio piccolo dalla parte basamentale dell'arco medio e dalle rocce; il tutto sotto il capo d'oro, caricato di cinque bande di rosso. Sotto lo scudo su lista bifida e svolazzante d'oro, il motto in lettere maiuscole di nero MILES ESTO. Ornamenti esteriori da Comune.» Gonfalone «Drappo di bianco...» Lo stemma e il gonfalone sono stati concessi con decreto del presidente della Repubblica del 22 settembre 1992. |                        |
|        | Mioglia Stemma «Troncato semipartito: il primo d'azzurro, ai due leoni affrontati d'oro, afferranti con le zampe la lettera capitale M dello stesso e sostenuti dalla linea di partizione; il secondo d'oro, ai 5 pali di rosso; il terzo di verde, alle due api d'oro, ordinate in palo. Ornamenti esteriori da Comune.» Gonfalone «Drappo partito di giallo e di verde...» Lo stemma e il gonfalone sono stati concessi con decreto del presidente della Repubblica del 29 luglio 1993. |                        |
|        | Murialdo Stemma «Troncato: nel primo d'azzurro, all'aquila al naturale, linguata di rosso; nel secondo d'argento, alle tre bande di rosso. Ornamenti esteriori da Comune.» Gonfalone «Drappo di giallo...» Lo stemma e il gonfalone sono stati concessi con decreto del presidente della Repubblica del 5 settembre 1995. |                        |
|        | Nasino Stemma «Troncato: il primo, interzato in palo, il primo e il terzo, d'oro, il secondo di azzurro, alla lettera maiuscola N d'oro; il secondo, di rosso, ai tre ricci di castagno d'oro, male ordinati, ciascuno fogliato di quattro dello stesso. Ornamenti esteriori da Comune.» Gonfalone «Drappo azzurro con la bordatura di rosso…» Lo stemma e il gonfalone sono stati concessi con il decreto del presidente della Repubblica del 24 luglio 2007. |                        |
|        | Noli Gonfalone «Il gonfalone è costituito da una bandiera rettangolare con campo rosso e croce bianca e nel riquadro superiore a destra sono stilizzati i Santi Patroni Eugenio e Paragorio e la Madonna sovrastante il globo terrestre.» |                        |
|        | Onzo Stemma «Partito: nel primo interzato in fascia: a) d'argento alla croce di rosso; b) bandato di rosso e d'oro di dieci pezzi; c) d'oro al capo d'azzurro; nel secondo d'argento al ramoscello d'ulivo reciso, fogliato e fruttato di verde. Ornamenti esteriori da Comune.» |                        |
|        | Orco Feglino Stemma «D'argento, alla torre di rosso, quadrata e posta di spigolo, merlata alla guelfa, murata di nero, aperta e finestrata di due luci del campo, fondata su di una montagna al naturale, accompagnata nel canton destro del capo da un pino sradicato al naturale, e nel canton sinistro da un grappolo d'uva nera, pampinoso e fogliato di due pure al naturale. Ornamenti esteriori da Comune.» Gonfalone «Drappo partito di bianco e di rosso…» Lo stemma e il gonfalone sono stati concessi con decreto del presidente della Repubblica del 1º luglio 1970. |                        |
|        | Ortovero Stemma «D'azzurro, al castello di rosso, merlato alla guelfa, fondato sulla campagna di verde, accompagnato in capo da una rosa di rosso, e ai lati da due grappoli d'uva, l'uno di nero e l'altro d'argento. Ornamenti esteriori da Comune.» Gonfalone «Drappo di bianco…» Lo stemma e il gonfalone sono stati concessi con il decreto del presidente della Repubblica del 9 maggio 1997. |                        |
|        | Osiglia Stemma «D'azzurro, alla montagna di tre vette, di verde, fondata in punta e uscente dai fianchi, caricata dalle due sciabole d'argento, guarnite d'oro, poste in decusse, la sciabola posta in banda attraversante, con le punte all'insù attraversanti sull'azzurro. Ornamenti esteriori da Comune.» Gonfalone «Drappo di bianco…» Lo stemma è stato concesso con il decreto del presidente della Repubblica del 25 ottobre 2000. |                        |
|        | Pallare Stemma «D'azzurro alla pergola d'argento, ondata di nero, accostata da due stelle d'oro di otto raggi e da tre abeti al naturale, uno accanto all'altro, nodriti su collina erbosa. Ornamenti esteriori da Comune.» Gonfalone «Drappo di bianco…» Lo stemma è stato concesso con il decreto del presidente della Repubblica dell'11 maggio 1979 e registrato dall'Ufficio Araldico il 6 ottobre 1979, n. 35. |                        |
|        | Piana Crixia Gonfalone «Drappo di giallo alla bordura di rosso…» Lo stemma e il gonfalone sono stati approvati dal consiglio comunale n. 3 del 16 marzo 2001. |                        |
|        | Pietra Ligure Stemma «D'argento, alle tre montagne verdi, le laterali uscenti dal fianco, quella di centro più alta e larga, su questa poggia la croce rossa di San Giorgio, con bracci estesi fino ai lembi. Le montagne poggiano su una campagna azzurra, mareggiata d'argento.» Gonfalone «Drappo d'azzurro, frangiato d'argento, caricato nel centro dello stemma civico cui è sotto posta l'iscrizione in argento: Comune di Pietra Ligure.» Lo stemma è stato approvato con delibera del consiglio comunale n. 25 del 18 aprile 2001 e n. 39 del 28 giugno 2001 e modificato con delibera del consiglio comunale n. 36 del 10 agosto 2004. |                        |
|        | Plodio Gonfalone «Drappo di giallo...» Lo stemma e il gonfalone sono stati concessi con il decreto del presidente della Repubblica del 10 luglio 2000. |                        |
|        | Pontinvrea Stemma «Partito: il primo d'azzurro, ad un castello d'argento, torricellato di tre, murato di nero, terrazzato di verde, le torri sormontate da tre alabarde d'oro, in palo; il secondo d'argento, ad un corso d'acqua d'azzurro, ondato d'argento, fluente in banda sotto un ponte di rosso ad un'arcata, murato di nero e addossato ad un albero al naturale. Ornamenti esteriori da Comune.» Gonfalone «Drappo partito di bianco e di azzurro...» Lo stemma e il gonfalone sono stati concessi con decreto del presidente della Repubblica del 31 luglio 1981. |                        |
|        | Quiliano Stemma «Di rosso, alla fascia d'argento, caricata di un castello d'oro aperto e merlato alla guelfa, detto castello coincidente con il margine inferiore della fascia e passante nel campo superiormente.» Gonfalone «Drappo troncato di rosso e di bianco…» |                        |
|        | Rialto Stemma «Lo stemma del Comune di Rialto è rappresentato da un albero di olivo con una pianta di vite che si arrampica su di esso, avvolgendolo. Vi sono raffigurate le due colture che hanno rappresentato per anni la principale risorsa economica del paese.» |                        |
|        | Roccavignale Stemma «Stemma raffigurante la rocca merlata fondata sulla collina e i grappoli d'uva e riportante la scritta Arx et vinea.» Gonfalone «Drappo giallo con la bordatura di azzurro e caricato dallo stemma comunale con l'iscrizione, centrata in argento, recante la denominazione del comune.» |                        |
|        | Sassello Stemma «D'azzurro, alle tre torri al naturale, aperte del campo merlate alla guelfa, la mediana più alta, le stesse sormontate da tre stelle di sei raggi, fondate su una pianura di verde.» Gonfalone «Drappo rettangolare di colore azzurro con la denominazione: Comune di Sassello.» Bandiera «Drappo di bianco, alla croce di rosso, accantonata dagli stemmi comunali.» Lo stemma ufficiale è stato concesso con il decreto del Presidente del Consiglio dei ministri n° 2890-6 del 7 aprile 1952. |                        |
|        | Savona Stemma «Di rosso, al palo d'argento e al capo abbassato d'oro, caricato d'aquila nascente ad ali spiegate. Lo scudo sarà di forma poligonale a testa di cavallo, cartocciato. Corona marchionale.» Gonfalone «Drappo rosso al palo di bianco, frangiato d'oro, caricato nel centro dello stemma civico con l'iscrizione centrata in oro: Città di Savona.» Bandiera «Drappo a tre bande orizzontali di eguali dimensioni con i colori rosso, bianco e rosso.» Lo stemma è stato concesso con il regio decreto del 12 novembre 1938. |                        |
|        | Spotorno Stemma «D'azzurro, al castello d'argento, aperto e finestrato del campo, merlato alla ghibellina, con le torri cimate da banderuole del secondo, sventolanti, fondato su una campagna erbosa di verde. Lo scudo timbrato da una corona comitale.» Gonfalone «Drappo bipartito in colore bianco e azzurro…» |                        |
|        | Stella Stemma «Di azzurro, alle due falde di monte, di verde, uscenti dai fianchi dello scudo e fondate in punta, la prima posta in banda, la seconda in sbarra, formanti centralmente un avvallamento, essi avvallamento e falde sostenenti la torre d'argento, murata e chiusa di nero, munita di due basse torricelle laterali, merlate ciascuna di tre alla guelfa, il fastigio centrale della torre privo di merli, il tutto sormontato dalla stella di cinque punte, d'oro, raggiante di venti raggi, dello stesso. Ornamenti esteriori da Comune.» Gonfalone «Drappo di bianco…» Lo stemma e il gonfalone sono stati concessi con decreto del presidente della Repubblica del 2 gennaio 1993. |                        |
|        | Stellanello Stemma «Di azzurro, all'olivo di verde, con il tronco e i rami al naturale, nodrito nella pianura diminuita di verde, accompagnato in capo dalla stella di cinque raggi d'oro, racchiusa dal cerchio dello stesso, i raggi appuntati al cerchio. Sotto lo scudo, su lista bifida e svolazzante di azzurro, il motto, in lettere maiuscole di nero, Lega l'anello e adorna splende la stella e guida. Ornamenti esteriori da Comune.» Gonfalone «Drappo di giallo…» Lo stemma e il gonfalone sono stati concessi con il decreto del presidente della Repubblica del 13 maggio 2003. |                        |
|        | Testico Stemma «D'azzurro, al castello d'argento, con torre centrale, merlato alla guelfa, aperto del campo, poggiante su di una campagna verde e sostenuto ai lati da due leoni d'oro, controrampanti. Ornamenti esteriori da Comune.» Gonfalone «Drappo di azzurro…» Lo stemma e il gonfalone sono stati concessi con decreto del presidente della Repubblica del 29 ottobre 1949. |                        |
|        | Toirano Stemma «Di azzurro, al castello di rosso, mattonato di nero, chiuso dello stesso, fondato in punta, il fastigio privo di merli, munito di tre torri, finestrate di nero, merlate alla guelfa di quattro, la torre centrale più alta e più larga. Ornamenti esteriori da Comune.» Gonfalone «Drappo troncato di rosso e di azzurro, riccamente ornato di ricami d'argento e caricato dallo stemma sopra descritto con la iscrizione centrata in argento, recante la denominazione del Comune. Le parti di metallo ed i cordoni saranno argentati. L'asta verticale sarà ricoperta di velluto dei colori del drappo, alternati, con bullette argentate poste a spirale. Nella freccia sarà rappresentato lo stemma del Comune e sul gambo inciso il nome. Cravatta con nastri ricolorati dai colori nazionali frangiati d'argento.» Lo stemma e il gonfalone sono stati concessi con decreto del presidente della Repubblica del 1º agosto 1995. |                        |
|        | Tovo San Giacomo Stemma «D'argento, al castello d'azzurro, merlato alla guelfa, mattonato di nero, formato da due torri riunite dalla cortina di muro, la torre a destra merlata di tre, la cortina di cinque e chiusa d'azzurro, la torre a sinistra, merlata di due e diruta sul fianco in banda alzata, esso castello fondato sulla montagna di verde, fondata in punta. Ornamenti esteriori da Comune.» Gonfalone «Drappo troncato di bianco e d'azzurro riccamente ornato di ricami d'argento e caricato dello stemma con l'iscrizione centrata in argento recante la denominazione del Comune. Le parti di metallo ed i cordoni saranno argentati. L'asta verticale sarà ricoperta di velluto dei colori del drappo, alternati, con bullette argentate poste a spirale. Nella freccia sarà rappresentato lo stemma del Comune e sul gambo inciso il nome. Cravatta con nastri tricolorati dai colori nazionali frangiati d'argento.» Lo stemma e il gonfalone sono stati concessi con l'apposito decreto del presidente della Repubblica del 5 febbraio 1987 e registrato alla Corte dei Conti il 12 marzo 1987 al nº 298. |                        |
|        | Urbe Stemma «Di rosso, al leone rampante dorato, con due spade incrociate alle spalle e una quercia nell'angolo in alto.» Gonfalone «Drappo partito di bianco e di rosso…» |                        |
|        | Vado Ligure Stemma «Scudo d'azzurro, a due aquile romane, d'oro, al volo abbassato, poste su due aste d'argento; al capo di rosso, caricato di due spade antiche d'acciaio, con guardia e impugnatura d'oro, passate in croce di Sant'Andrea, le punte in basso; col motto Non armis sed foedere ultra Vada Sabatia posto in fascia sotto lo scudo e intrecciato a due fronde una sinistra di quercia e l'altra destra di alloro. Ornamenti esteriori da Comune.» Gonfalone «Drappo di colore azzurro, riccamente ornato di ricami d'argento e caricato dello stemma del Comune con l'iscrizione in argento: Comune di Vado Ligure. Esso si compone di un'asta verticale ricoperta di velluto azzurro, di nastri tricolorati di colori nazionali frangiati d'argento e bullette argentate poste a spirale.» Lo stemma è stato concesso con regio decreto del 29 marzo 1928; il gonfalone è stato concesso con regio decreto del 2 settembre 1932. |                        |
|        | Varazze Stemma «Di verde, allo scaglione d'argento, rovesciato e scorciato; al capo di Genova, cioè di argento, alla croce di rosso. Paramenti esteriori: corona di quattro fioroni (tre visibili) alternati da altrettante perle (due visibili). Sostegno: due rami di olivo al naturale accostanti lo scudo e decussati sotto la punta.» Gonfalone «Drappo di bianco al quadrato cucito di rosso…» Lo stemma è stato concesso con il regio decreto n. 1703 del 22 maggio 1864. |                        |
|        | Vendone Stemma «Partito: il primo di azzurro, alla torre esagonale, d'oro, priva di merli, finestrata di nero, chiusa dello stesso, sostenuta dalla pianura di verde, la parte basamentale attraversante; il secondo d'oro, all'ulivo di verde, fustato al naturale, nodrito nella pianura di verde, con alcune radici visibili, al naturale. Ornamenti esteriori da Comune.» Gonfalone «Drappo di giallo con la bordatura di azzurro...» Lo stemma e il gonfalone sono stati concessi con il decreto del presidente della Repubblica del 12 settembre 2005. |                        |
|        | Vezzi Portio Stemma «Di rosso, al leone d'oro, reggente con le zampe anteriori uno scudetto d'argento con le lettere maiuscole V e P, esso leone poggiante sulla zampa posteriore sinistra. In punta, partito di oro e di azzurro. Ornamenti esteriori da Comune.» Gonfalone «Drappo partito di azzurro e di bianco…» Lo stemma e il gonfalone sono stati concessi con il decreto del presidente della Repubblica del 2 ottobre 1989. |                        |
|        | Villanova d'Albenga Stemma «D'oro, alla muraglia di rosso, merlata di sette alla guelfa, fortificata con due torri, ugualmente di rosso, merlate di tre alla guelfa, sormontata da una pianta di fragole, da una pianta di violette, da una pesca, ordinate in fascia, il tutto al naturale e fogliate di verde. Ornamenti esteriori da Comune.» Gonfalone «Drappo troncato di rosso e giallo…» Lo stemma e il gonfalone sono stati concessi con il decreto del presidente della Repubblica del 27 giugno 1983. |                        |
|        | Zuccarello Stemma «Di azzurro, ai tre pani di zucchero d'argento, male ordinati. Ornamenti esteriori da Comune.» Gonfalone «Drappo di rosso…» Bandiera «Drappo trinciato di giallo e di rosso…» |                        |

## Ex comuni
| Stemma | Ex Comune e blasonatura | Gonfalone |
| ------ | --- | --------- |
|        | Finale Pia (dal 1927 facente parte del comune di Finale Ligure) Stemma «Partito: al 1º d'oro, a cinque bande di rosso; al 2º d'argento, alla pianta d'ulivo al naturale.» Lo stemma comunale venne concesso con regio decreto il 6 settembre 1921 |           |